# Livet från den ljusa sidan
Livet från den ljusa sidan (engelska: As Good As It Gets) är en amerikansk romantisk komedi från 1997 i regi av James L. Brooks.

## Handling
Melvin Udall (Jack Nicholson) är en gnällig, fördomsfull, misantropisk och neurotisk författare som bor granne med den homosexuella konstnären Simon och dennes lilla hund (en Griffon bruxellois). Melvin lider av tvångstankar och klarar inte av förändringar, som när servitrisen Carol Connelly på hans stamställe, den enda servitris som kan stå ut med hans egenheter, slutar för att ta hand om sin astmatiske son. När dessutom Simon blir misshandlad och Melvin måste ta hand om sin grannes hund blir han tvungen att ta itu med sitt liv.

## Rollista
| Jack Nicholson   | – Melvin Udall            |
| Helen Hunt       | – Carol Connelly          |
| Greg Kinnear     | – Simon Bishop            |
| Cuba Gooding Jr. | – Frank Sachs             |
| Skeet Ulrich     | – Vincent                 |
| Shirley Knight   | – Beverly                 |
| Yeardley Smith   | – Jackie                  |
| Harold Ramis     | – doktor Bettes           |
| Lawrence Kasdan  | – doktor Green            |
| Kathryn Morris   | – patient                 |
| Wood Harris      | – diskplockare på Cafe 24 |
| Julie Benz       | – receptionist            |
| Lisa Edelstein   | – cafégäst                |

## Om filmen
Filmen vann två Oscar på Oscarsgalan 1998: Jack Nicholson för manlig huvudroll och Helen Hunt för den kvinnliga huvudrollen. Filmen vann även tre Golden Globe Awards: bästa spelfilm – komedi eller musikal, bästa manliga skådespelare i en spelfilm – komedi eller musikal (Nicholson) och bästa kvinnliga skådespelare i en spelfilm – komedi eller musikal (Hunt)